# أليساندرو بيتاتشي
أليساندرو بيتاتشي (بالإيطالية: Alessandro Petacchi) مواليد 3 يناير 1974 في لا سبيتسيا، هو دراج إيطالي في صنف سباق الدراجات على الطريق.

## سجل النتائج

### سباقات أو مراحل فاز بها
- طواف فرنسا
- طواف إسبانيا
- طواف سويسرا
- طواف إيطاليا

## روابط خارجية
- أليساندرو بيتاتشي على موقع الاتحاد الدولي للدراجات (الإنجليزية)
- أليساندرو بيتاتشي على موقع أرشيف الدراجات (الإنجليزية)
- أليساندرو بيتاتشي على موقع إحصائيات الدراجات الإحترافية (الإنجليزية)
- أليساندرو بيتاتشي على موقع نسبة الدراجات (الإنجليزية)
- أليساندرو بيتاتشي على موقع CycleBase (الإنجليزية)